# Альбергати Людовизи, Никколо
Никколо Альбергати Людовизи (итал. Niccolò Albergati Ludovisi; 15 сентября 1608, Болонья, Папская область — 9 августа 1687, Рим, Папская область) — итальянский куриальный кардинал. Архиепископ Болоньи с 6 февраля 1645 по 11 декабря 1651. Великий пенитенциарий с 21 февраля 1650 по 9 августа 1687. Камерленго Священной Коллегии Кардиналов с 14 января 1658 по 13 января 1659. Губернатор Веллетри с 15 февраля 1683 по 9 августа 1687. Префект Священной Конгрегации обрядов с 15 февраля 1683 по 9 августа 1687. Вице-декан Священной Коллегии Кардиналов с 1 декабря 1681 по 15 февраля 1683. Декан Священной Коллегии Кардиналов с 15 февраля 1683 по 9 августа 1687. Кардинал-священник с 6 марта 1645, титулом церкви Сант-Агостино с 24 апреля 1645 по 25 июня 1646. Кардинал-священник с титулом церкви Санта-Мария-дельи-Анджели-э-деи-Мартири с 25 июня 1646 по 11 октября 1666. Кардинал-священник с титулом церкви Санта-Мария-ин-Трастевере с 11 октября 1666 по 19 октября 1676. Кардинал-священник с титулом церкви Сан-Лоренцо-ин-Лучина с 19 октября 1676 по 13 сентября 1677. Кардинал-протопресвитер с 19 октября 1676 по 13 сентября 1677. Кардинал-епископ Сабины с 13 сентября 1677 по 1 декабря 1681. Кардинал-епископ Порто и Санта Руфина с 1 декабря 1681 по 15 февраля 1683. Кардинал-епископ Остии с 15 февраля 1683 по 9 августа 1687.